# Thomas Motor Company

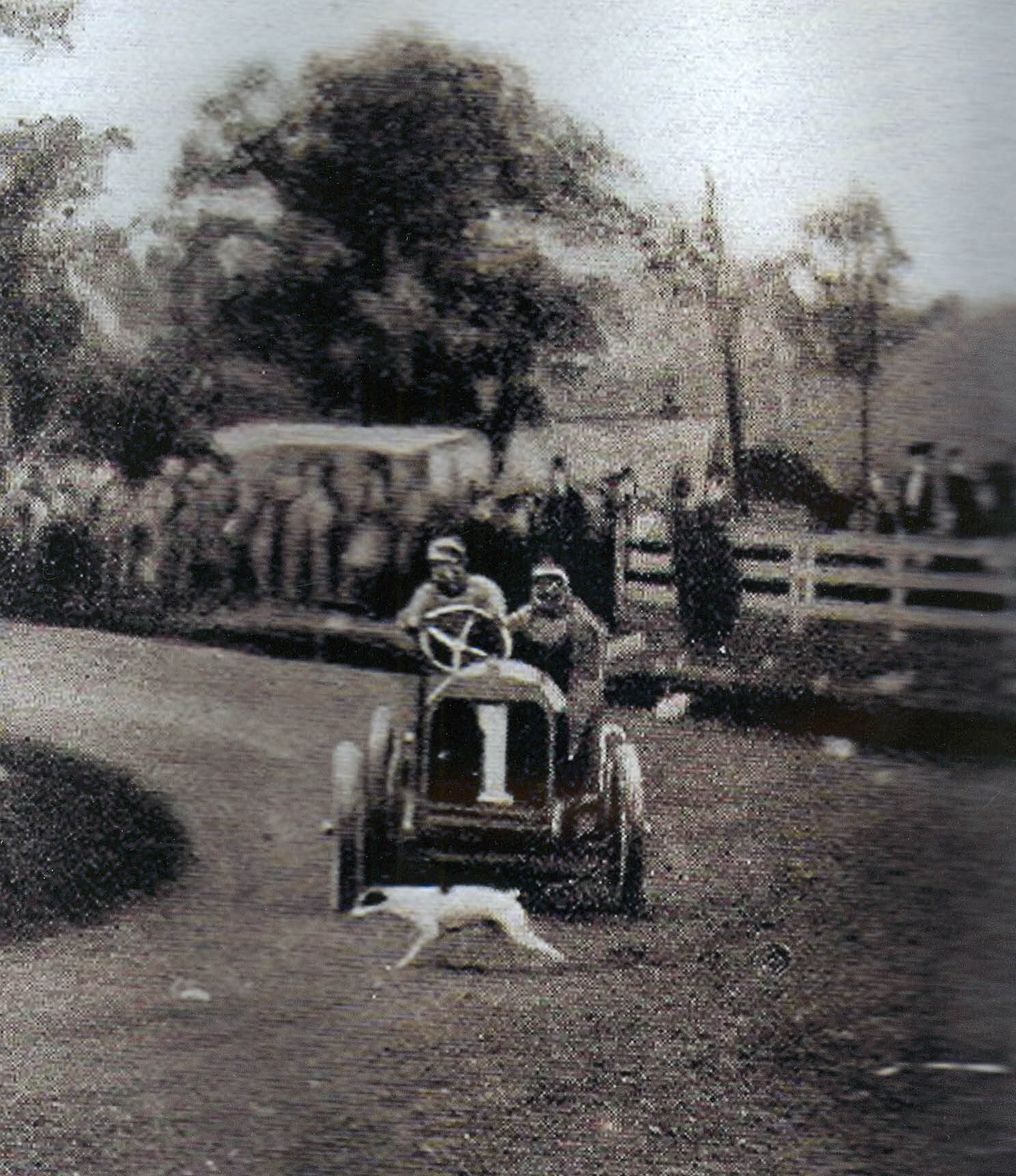
Vanderbilt Cup 1906: Le Blon.

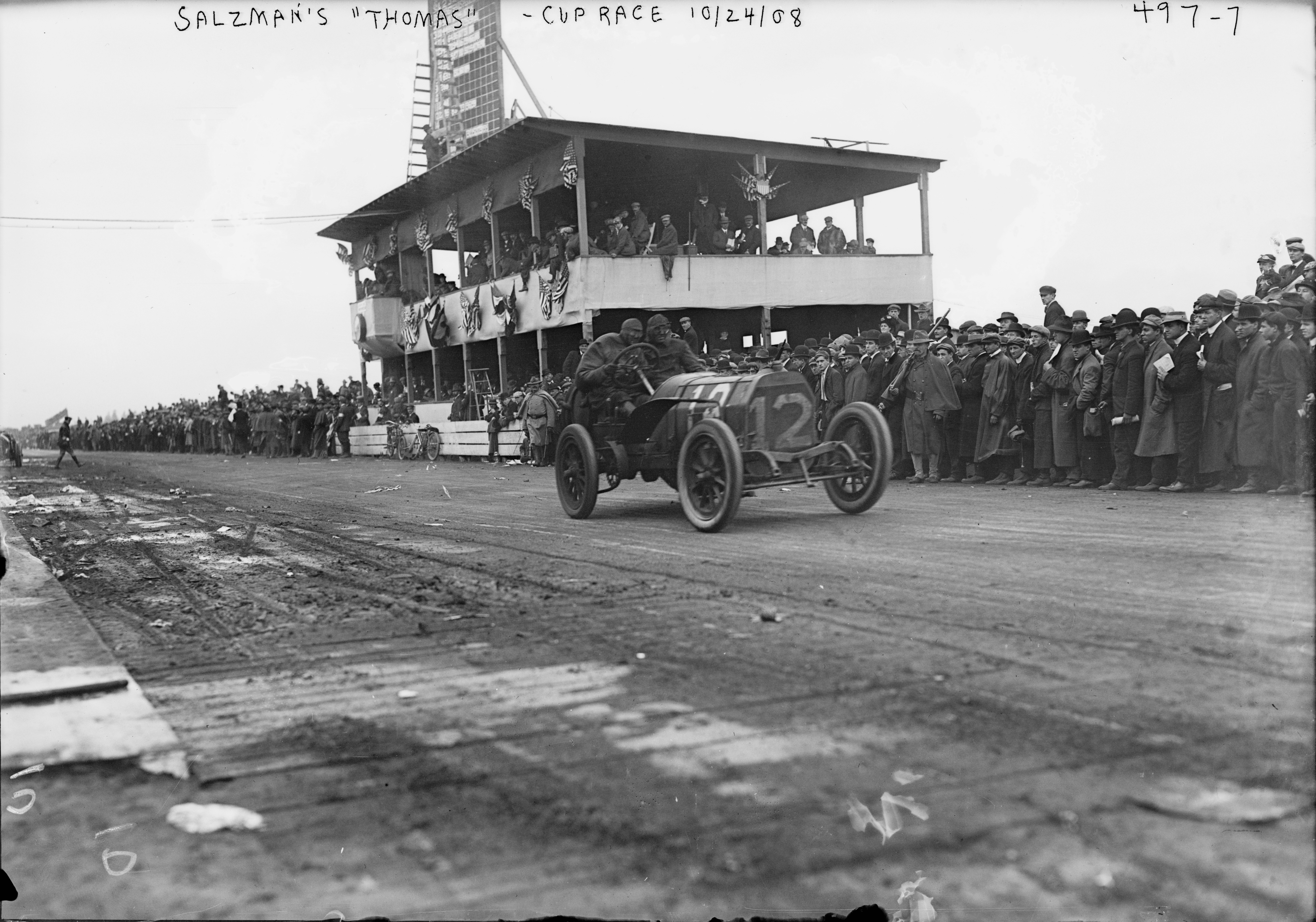
Vanderbilt Cup 1908: Saltzman.

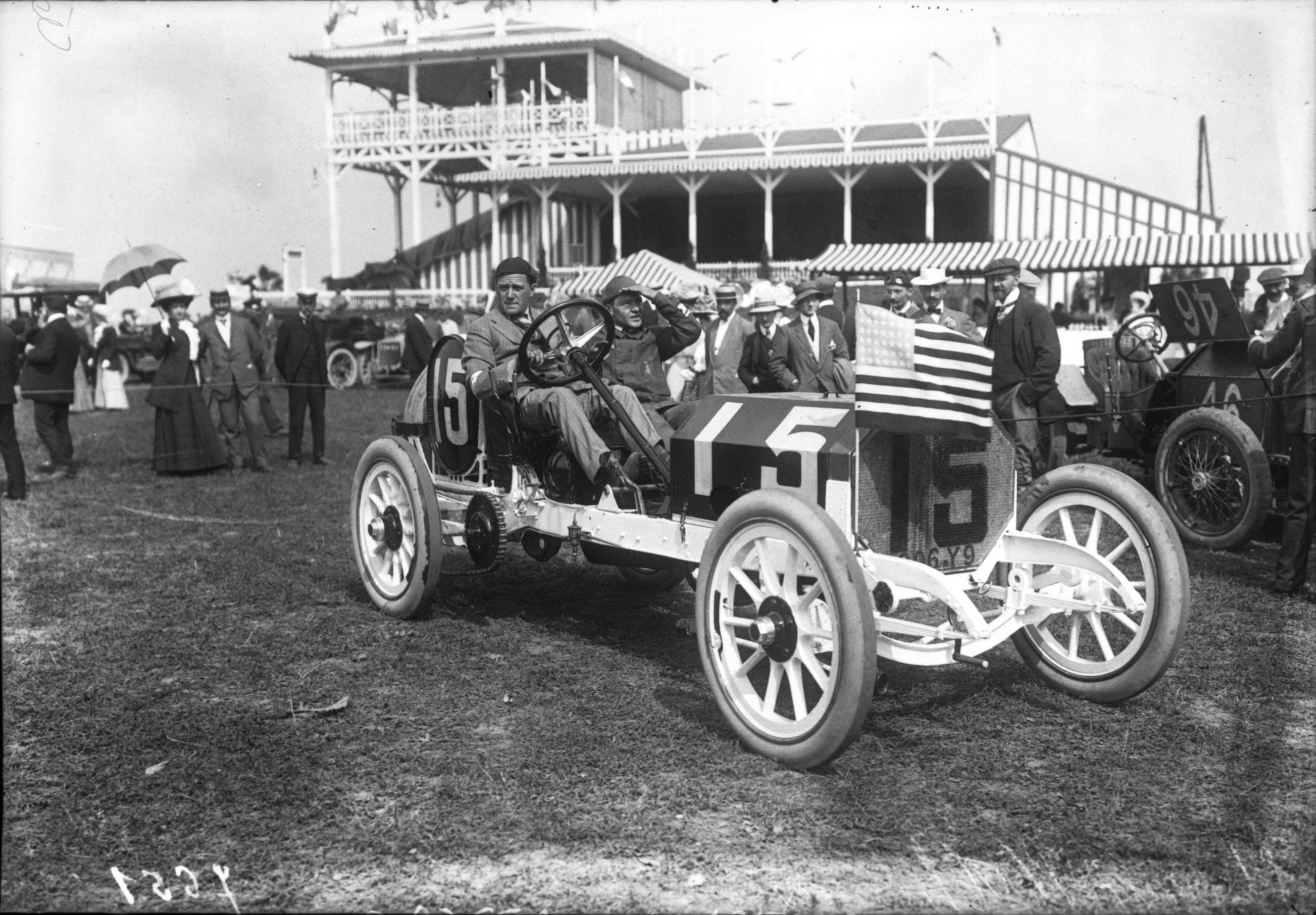
GP de France 1908 à Dieppe: Strang.

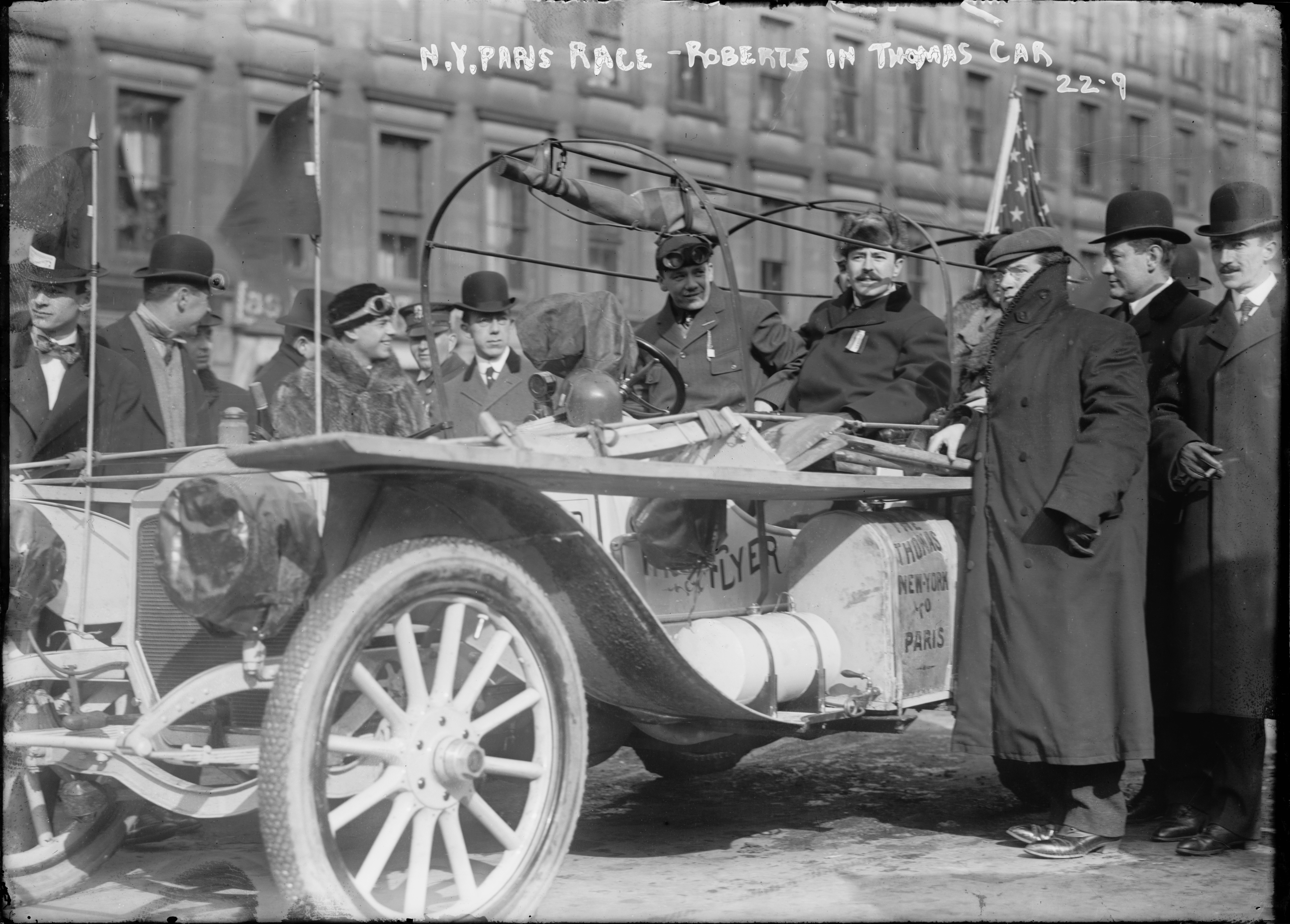
Montague Roberts sur Thomas Flyer, arrivée à Paris en 1908 (The Great Race).

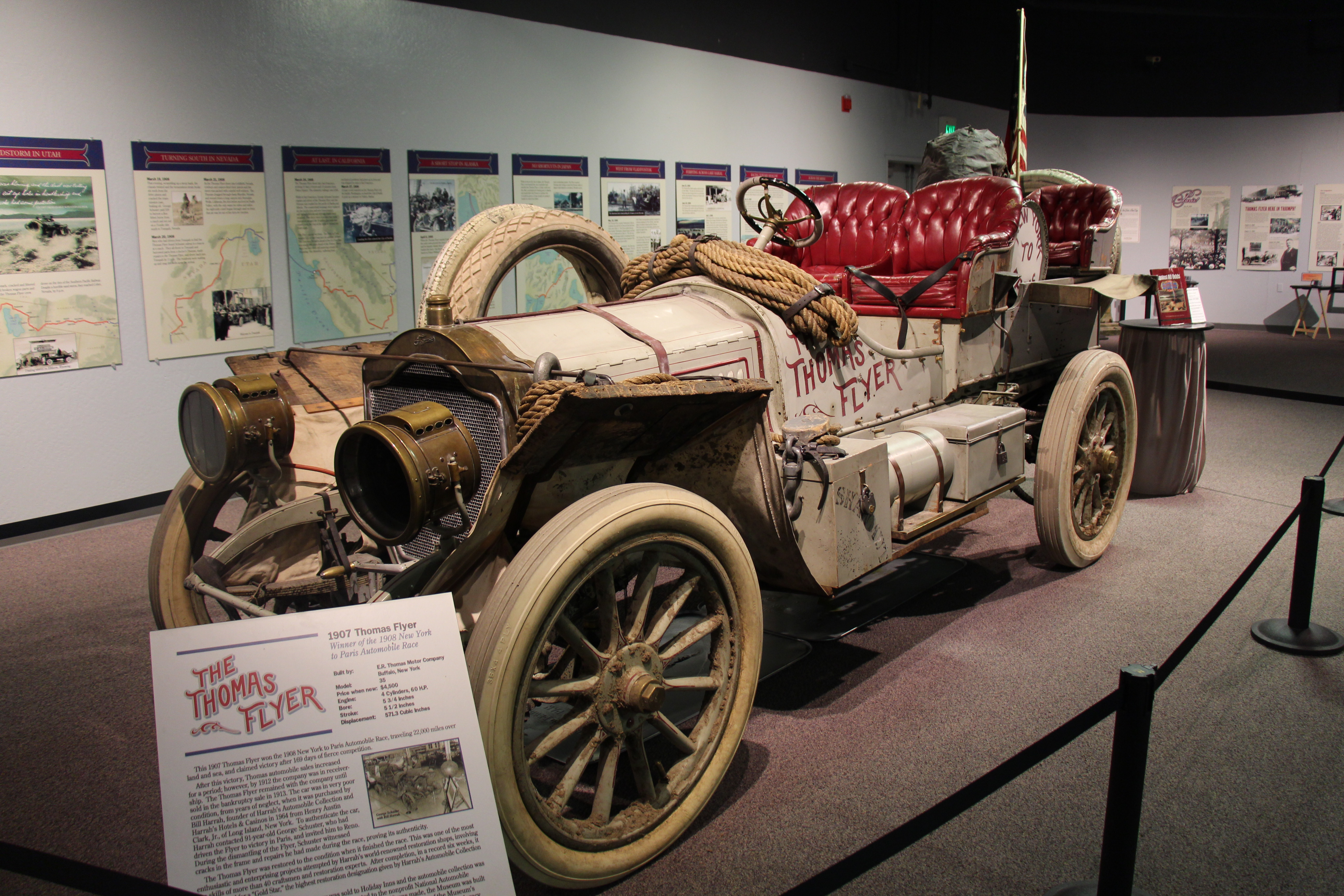
La même Thomas Flyer 35 hp, victorieuse du New York-Paris 1908 (restauration William F. Harrah, National Automobile Museum de Reno, NE).

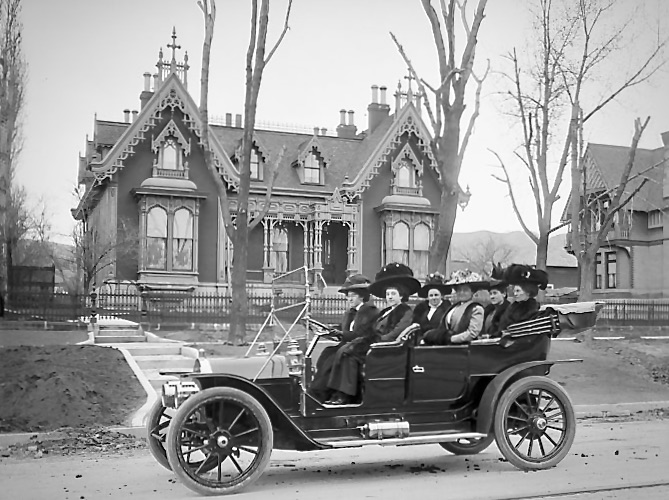
Une Thomas Flyer dans un faubourg de Salt Lake City, en 1909.

Thomas Motor Company était un constructeur automobile américain du début du XXe siècle.

## Histoire
En 1896, Edwin Ross Thomas (1850 – 1936) de Buffalo (New York) commence la production de moteurs à essence pour propulser de simples bicyclettes, puis des motocyclettes, sous le nom sociétal de Thomas Auto-Bi (en). En 1903, la compagnie est le principal fournisseur de moteurs un cylindre refroidis par air, pour ce type d'engins, à travers les États-Unis et y apporte leur première production en série de bicyclettes motorisées, l'Auto-Tri -tricycle- et l'Auto-Two Tri -à trois sièges- arrivant rapidement au catalogue. En 1905, Thomas établi avec son motocycle un nouveau record de la traversée est-ouest du pays, en 48 jours. Mais en 1912, la demande nationale est si faible que ce type de production est définitivement abandonné.
Le premier modèle automobile est le 17 monocylindre de 8 hp en 1902, à deux vitesses, équipé d'un tonneau arrière détachable ou en version runabout. Le 18 est là en 1903, avec sa transmission sélective à glissière, le succès étant immédiat pour les deux types. Le premier « Flyer » de la firme arrive en 1904, une voiture de tourisme à plusieurs cylindres -trois, une première pour l'entreprise- et transmission à l'essieu avant par axe central, qui perdurera longtemps ainsi. Cinq passagers peuvent s'assoir, et le radiateur à eau vertical est en front du véhicule (de 24 hp, et de 862 kg).
En 1912, la société se met en faillite. Elle est finalement rachetée par le propriétaire de l'Empire Smelting & Refining Company, C.A. Finnegan. La fermeture devient définitive entre 1918 et 1919.

## Palmarès sportif
Endurance:

- 6 Heures de Peoria, IL.1907, Charles Coey, sur Flyer;
- 24 Heures de Harlem, Chicago, IL. 1907, Coey, sur Flyer;
- 24 Heures de Brighton Beach 1907 (première édition), avec Montague Roberts et William McIlvrid sur 4-60 hp;
- New York-Paris 1908, avec Roberts, George Schuster (en) et Harold Brinker sur 35 hp (première et unique course de circumduction terrestre, avec 35 000 kilomètres effectivement parcourus, en moins de six mois); 
  - 3e des 24 Heures de Brighton Beach 1908, avec Roberts, Winter et George Salzman, sur 72 hp;

Courses de côte:
- Manchester 1906 (NH, Granite State A.C., C. M. Floyd sur 50 hp);
- Dugdale hill 1906 (Rochester, William Knipper sur 60 hp);

Divers (hors sprints 1 mile, et 5 et 10 miles sur ovales):
- 5  et   10 miles Agriculture Park, Los Angeles, CA 1904 (Frank Siefert, premières courses notables remportées par la marque)[1];
- Shanley Cup 10 miles Weequahio Park, Waverly, NJ 1904 (Roberts);
- 17 miles Morris Park, NY. 1905 (Roberts);
- 100 miles Bennings, DC. 1907 (Wallace C.Hood, sur 60 hp);
- 25 miles de Del Monte, San Francisco, CA. 1907 (Bert Dingley);
- 173 miles de Savannah, GA. 1908 (Saltzman);
- 320 miles de Denver, CO. 1908 (Linn Mathewson);
- 20 miles de Hyde Park, Readville, MA. 1908 (Lee Lorimer);
- 295 miles de Denver, CO. 1908 (Harry Ball);
  - 2e des éliminatoires pour la Coupe Vanderbilt 1906, avec le français Hubert Le Blon;
  - 5e des éliminatoires pour la Coupe Vanderbilt 1905, avec Roberts;
  - 5e de la Coupe Vanderbilt 1908, avec Salzman sur Flyer;
  - 8e de la Coupe Vanderbilt 1906, avec Le Blon;
  - participation au Grand Prix automobile de France 1908, avec Lewis Strang.

## Sources
- (en) Cet article est partiellement ou en totalité issu de l’article de Wikipédia en anglais intitulé « Thomas Motor Company » (voir la liste des auteurs).;
- HILL CLIMB WINNERS 1897-1949, by Hans Etzrodt, Part 1 (1897-1914) (Kolombus).